# Eidechsenbund
Der Eidechsenbund war ein Zusammenschluss der Ritterschaft im Kulmer Land zur Zeit des Deutschordensstaates. Zweck des 1397 in Rehden gegründeten Bündnisses waren Schutz und gegenseitiger Beistand vor der Herrschaft des Deutschen Ordens und gegenüber den großen Städten.
Gegründet wurde der Bund von Nicolaus und Johannes von Renys und ihren Neffen Friedrich und Nikolaus von Kynthenow. Namensgebendes Symbol war die Eidechse, die auch in erhaltenen Siegeln einzelner Mitglieder des Bundes überliefert ist. 
Im Jahre 1410 verweigerte der Eidechsenbund dem Deutschen Orden in der Schlacht bei Tannenberg die Gefolgschaft; dies war von entscheidender Bedeutung für die Niederlage des Ordensheeres.
Später wurde der Bund vom Hochmeister Heinrich von Plauen zeitweise verboten.
1440 traten Ritter des Eidechsenbundes dem Preußischen Bund bei und unterstützten diesen im Konflikt mit dem Deutschen Orden.